# Сиссоко, Альфа
А́льфа Не́льсон Сиссо́ко (фр. Alpha Nelson Sissoko; 7 марта 1997 года, Бонди, Франция) — французский футболист малийского происхождения, защитник французского клуба «Кевийи Руан».

## Клубная карьера
19 сентября 2017 года Сиссоко дебютировал на профессиональном уровне за «Клермон» в матче Лиги 2 против «Шатору».